# Kevin Johnson (ur. 1984)
Kevin Dean Johnson (ur. 4 czerwca 1984 w Oakland) – amerykański koszykarz, występujący na pozycji skrzydłowego, obecnie zawodnik Polpharmy Starogard Gdański.
18 czerwca 2015 przedłużył umowę z zespołem Polfarmex Kutno. 2 grudnia 2016 został zawodnikiem greckiego AE Doxa Lefkadas. 22 grudnia dołączył po raz drugi w karierze do Polpharmy Starogard Gdański. 18 stycznia 2017 rozwiązał umowę z klubem za porozumieniem stron. Dzień później został zawodnikiem AZS Koszalin, podpisując miesięczny kontrakt z opcją przedłużenia do końca sezonu.
11 sierpnia 2018 dołączył do fińskiego Pyrinto Tampere.
16 lutego 2021 został po raz trzecie w karierze zawodnikiem Polpharmy Starogard Gdański.

## Osiągnięcia
Stan na 17 lutego 2021, na podstawie, o ile nie zaznaczono inaczej.
NCAA II
- Zawodnik Roku:
  - CCAA (2007)
  - Regionu Zachodniego (2007 wg Daktronics)
- Uczestnik meczu gwiazd NCAA Division II (2007 – Springfield, Massachusetts)
- Zaliczony do I składu NCAA Division II All American (2007)

Drużynowe
- Uczestnik rozgrywek Eurocup (2008)

Indywidualne
- Skrzydłowy Roku ligi tajwańskiej (2012 wg Eurobasket.com)
- MVP kolejki PLK (21. – 2015/16)[10]
- Zaliczony przez Eurobasket.com do:
  - I składu:
    - tajwańskiej ligi SBL (2012)
    - obcokrajowców tajwańskiej ligi SBL (2012)

  - składu Honorable Mention ligi:
    - polskiej (2009)
    - cypryjskiej (2011)
- Uczestnik meczu gwiazd ligi:
  - tajwańskiej (2012)
  - austriackiej (2008)
- Lider w zbiórkach ligi:
  - tajwańskiej (2012)
  - polskiej TBL (2014, 2015)[11]
  - austriackiej (2008)

## Statystyki
| Sezon     | Drużyna                           | M  | S5 | MPG  | FG%   | 3P%   | FT%    | RPG  | APG | SPG | BPG | PPG  |
| --------- | --------------------------------- | -- | -- | ---- | ----- | ----- | ------ | ---- | --- | --- | --- | ---- |
| 2008/2009 | SPEC Polonia Warszawa (PLK)       | 26 |    | 27,2 | 50,0% | 29,4% | 80,4%  | 8,3  | 0,9 | 0,8 | 0,7 | 10,8 |
| 2009/2010 | LTi Giessen 46ers (BBL)           | 34 |    | 27,3 | 47,6% | 24,0% | 68,2%  | 7,2  | 0,9 | 0,5 | 0,6 | 9,1  |
| 2011/2012 | Yulon Luxgen (SBL)                | 29 |    | 33,8 | 46,2% | 29,4% | 75,0%  | 15,1 | 2,5 | 1,6 | 1,7 | 16,4 |
| 2012/2013 | Baskent Genclik (TB2L)            | 3  |    | 18,3 | 45,0% | 33,3% | 100,0% | 5,0  | 0,7 | 0,3 | 1,7 | 7,7  |
| 2013/2014 | Polpharma Starogard Gdański (PLK) | 21 | 17 | 31,1 | 43,5% | 34,4% | 75,0%  | 12,0 | 1,5 | 0,8 | 1,2 | 9,8  |
| 2014/2015 | Polfarmex Kutno (PLK)             | 30 | 27 | 33,4 | 58,3% | 35,1% | 65,0%  | 10,3 | 1,7 | 1,1 | 1,3 | 12,0 |
| 2015/2016 | Polfarmex Kutno (PLK)             | 24 | 15 | 28,9 | 49,7% | 38,5% | 91,7%  | 9,5  | 1,2 | 0,9 | 1,0 | 8,3  |
| 2016/2017 | Doxa Lefkadas (A1)                | 3  | 0  | 5,8  | 0,0%  | 0,0%  | –      | 1,7  | 0,0 | 0,0 | 0,3 | 0,0  |
| 2016/2017 | Polpharma Starogard Gdański (PLK) | 4  | 0  | 8,3  | 42,9% | 25,0% | –      | 1,3  | 0,0 | 0,3 | 0,0 | 1,8  |
| 2016/2017 | AZS Koszalin (PLK)                | 17 | 7  | 16,3 | 45,8% | 29,6% | 85,7%  | 4,5  | 0,3 | 0,6 | 0,2 | 4,4  |
| 2018/2019 | Pyrinto Tampere (Korisliiga)      | 42 | 41 | 29,9 | 51,9% | 35,6% | 67,7%  | 11,7 | 2,1 | 1,4 | 0,8 | 12,7 |
| 2019/2020 | Kouvot (Korisliiga)               | 11 | 11 | 32,5 | 49,5% | 38,9% | 76,9%  | 11,5 | 2,9 | 1,1 | 0,6 | 11,6 |